# Chicksands Station

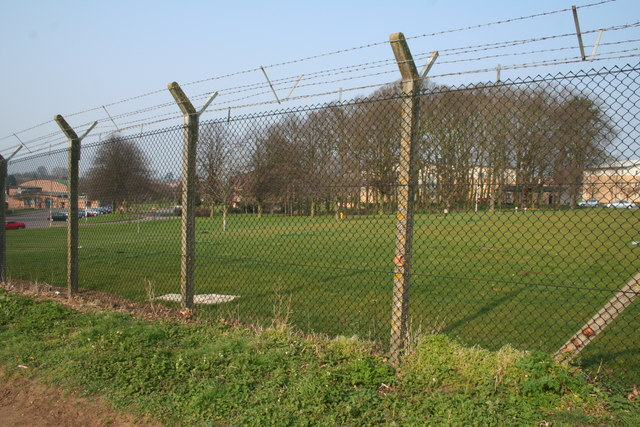
Baracken des Stützpunktes Chicksands (2007)

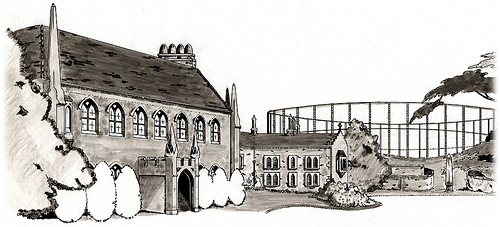
Das ehemalige Kloster Chicksands Priory (Zeichnung etwa aus dem Jahr 2012). Im Hintergrund die 1962 errichtete Wullenwever-Antenne.

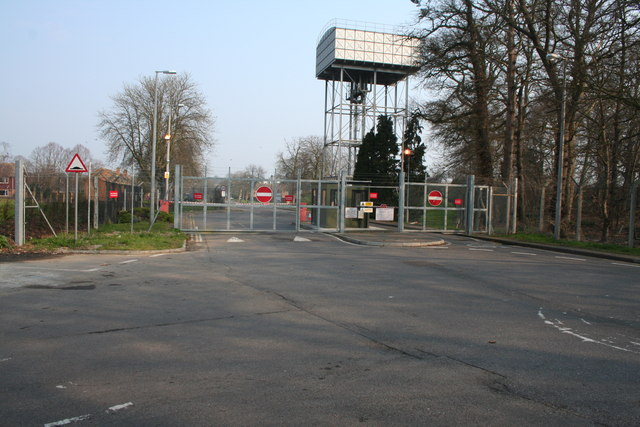
Stillgelegter Eingang zum Stützpunkt (2007)

Chicksands Station ist ein ehemaliger Militärstützpunkt der britischen Royal Air Force (RAF) (Königliche Luftstreitkräfte). Er liegt 13 km südöstlich von Bedford in der englischen Grafschaft Bedfordshire und wurde als Royal Air Force Chicksands bezeichnet (kurz: RAF Chicksands). Im Zweiten Weltkrieg befand sich dort eine wichtige Funkabhörstelle des britischen Geheimdienstes.

## Geschichte
Zentralgebäude ist das um 1152 errichtete ehemalige Gilbertiner-Kloster Chicksands Priory. Zu Beginn des Zweiten Weltkriegs, im Jahr 1939, wurde es zunächst durch die Royal Navy (Kriegsmarine des Vereinigten Königreichs) und kurz darauf durch die RAF requiriert und in eine Funkabhörstelle (Y station) der britischen Government Code and Cypher School (G.C.& C.S.) (deutsch etwa „Staatliche Code- und Chiffrenschule“) umgewandelt. Hier war eine der britischen War Office Y Groups (W.O.Y.G.) (Funkabhörgruppen des Kriegsministeriums) stationiert, deren Aufgabe es war, den feindlichen, insbesondere den deutschen Funkverkehr abzufangen und aufzuzeichnen. Beispielsweise die mit der deutschen Enigma-Maschine verschlüsselten und im Morsecode gesendeten Geheimtexte und die mithilfe der Lorenz-Schlüsselmaschine verschlüsselten geheimen deutschen Funkfernschreiben (britischer Deckname Fish) wurden in Chicksands aufgefangen, aufgezeichnet und per Dispatch rider (Kraftradmelder) über die knapp 30 km lange Strecke nach Bletchley gefahren. Dort gelang den britischen Codebreakers die erfolgreiche Entzifferung und nachrichtendienstliche Auswertung. Die deutschen Funksprüche enthielten nicht selten kriegswichtige  Informationen, die die Briten unter dem Decknamen Ultra zusammenfassten und für ihre eigenen Planungen nutzten.
Nach dem Krieg, von 1950 bis 1995, wurde die Station auch von den Luftstreitkräften der Vereinigten Staaten (USAF) ebenfalls als Horchposten genutzt. Unter anderem wurde 1962 zur Funkpeilung eine Wullenwever-Antenne mit 440 m Durchmesser errichtet. Im Jahr 1997 schließlich wurde die RAF Station geschlossen und vom Intelligence Corps (Nachrichtentruppe) des britischen Heers übernommen.